# Drapeau et armoiries de Zapopan

Drapeau de Zapopan

Le drapeau de Zapopan est le drapeau local et le pavillon de la municipalité à l'État du Jalisco. Dans sa version la plus récente, il est composé d'un rectangle divisé en deux bandes verticales de taille identique, de couleur vert et or, avec les armoiries de l'État en son centre. Il a été adopté le 28 avril 2017.

## Armoiries
Les armoiries de Zapopan est l'emblème qui représente la municipalité, qui est utilisé par le gouvernement municipal de Zapopan comme sceau dans tous ses documents officiels. De même, le bouclier a une grande valeur historique pour la municipalité car il représente un arbre de sapote dont. la ville a pris son nom, actuellement la version la plus utilisée du bouclier (voir image) diffère un peu de la description originale.
Le nom «Tzapopan» ou «Tzapotl» a peut-être été donné à la ville par les groupes autochtones qui l'ont fondé avant l'arrivée des Espagnols, bien que diverses théories affirment qu'il n'y en avait pas auparavant.